# Albert Schmidt (Benediktiner)
Albert Schmidt OSB (* 28. Februar 1948 in Freiburg im Breisgau) ist ein deutscher Benediktiner und ehemaliger Abtpräses der Beuroner Kongregation.

## Leben
Albert Schmidt, Sohn eines Benediktineroblaten, trat 1967 in die Ordensgemeinschaft der Benediktiner der Erzabtei Beuron ein, wo er den Ordensnamen des heiligen Albertus Magnus erhielt und am 23. Mai 1968 die einfache Profess ablegte. Er studierte Theologie und Philosophie und wurde in Rom promoviert. Am 15. Juli 1973 zum Priester geweiht, war er anschließend in der Erzabtei Beuron u. a. als Novizenmeister tätig. 1992 wurde Pater Albert Schmidt Studentenseelsorger am Kolleg St. Benedikt in Salzburg. Von 1997 bis 2005 bekleidete er das Amt des Rektors des Päpstlichen Athenaeums Sant’Anselmo in Rom, wo er zugleich als Professor wirkte. Wieder zurück in Beuron wurde er 2006 Schriftleiter der benediktinischen Zeitschrift Erbe und Auftrag, für die er schon zuvor jahrzehntelang zahlreiche Beiträge verfasst hatte.
Am 16. April 2008 wurde Albert Schmidt vom 24. Generalkapitel in Beuron zum Abtpräses der Beuroner Kongregation gewählt und trat die Nachfolge von Anno Schoenen an. Die Abtsbenediktion durch Erzbischof Robert Zollitsch fand am 19. April 2008 in der Beuroner Abteikirche statt. Schmidt ist der erste Abtpräses der Kongregation, der vor seiner Wahl nicht amtierender Abt eines Klosters war. Sein Wahlspruch lautet: Habitare in Unum (Psalm 133).
Mit der Wahl zum Abtpräses der Beuroner Kongregation wurde Albert Schmidt deren ranghöchster Würdenträger und Höherer Oberer im Sinne des Kirchenrechts.
Ab 16. November 2009 war Albert Schmidt OSB zudem Administrator der 1056 gegründeten Benediktinerabtei Weingarten, die 2010 aufgegeben wurde.
Abt Albert Schmidt beendete im Oktober 2021 nach 13 Jahren seinen Dienst als Abtpräses der Beuroner Kongregation. Seither ist er weiterhin als Schriftleiter sowie als Exerzitienleiter in der Erzabtei Beuron tätig.
Daneben hat er eine Neigung zum Dichten, insbesondere von Limericks.

## Schriften
- Zusätze als Problem des monastischen Stundengebets im Mittelalter (= Beiträge zur Geschichte des alten Mönchtums und des Benediktinertums; 36). Aschendorff, Münster 1986, ISBN 3-402-03289-9.
- mit Andreas Felger: Unterwegs zum Leben. Gedanken der Benediktsregel. Mit einem Geleitwort von Kardinal Walter Kasper. Präsenz Verlag / Beuroner Kunstverlag, Gnadenthal / Beuron 2008, ISBN 978-3-87071-184-9.
- mit Christel Holl: Davonlaufen oder dableiben. Mit Psalmen leben lernen. Beuroner Kunstverlag, Beuron 2015, ISBN 978-3-87071-323-2.
- „gebrauchsanweisung fürs gebet“. Poetische Mystagogie bei Andreas Knapp. In: Erbe und Auftrag 100 (2024), S. 165–185.